# Franz Theodor Csokor

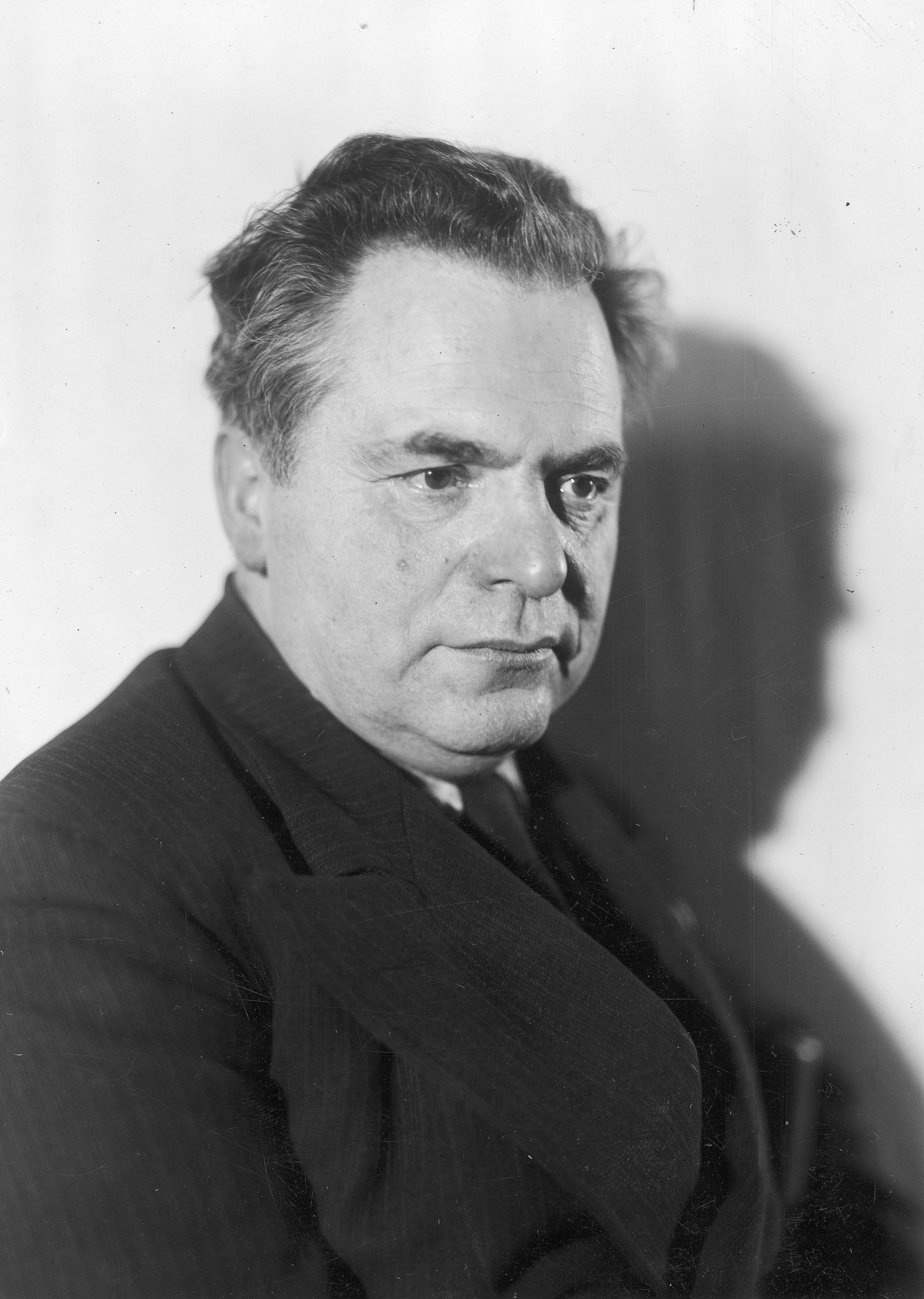
Franz Theodor Csokor (1938)

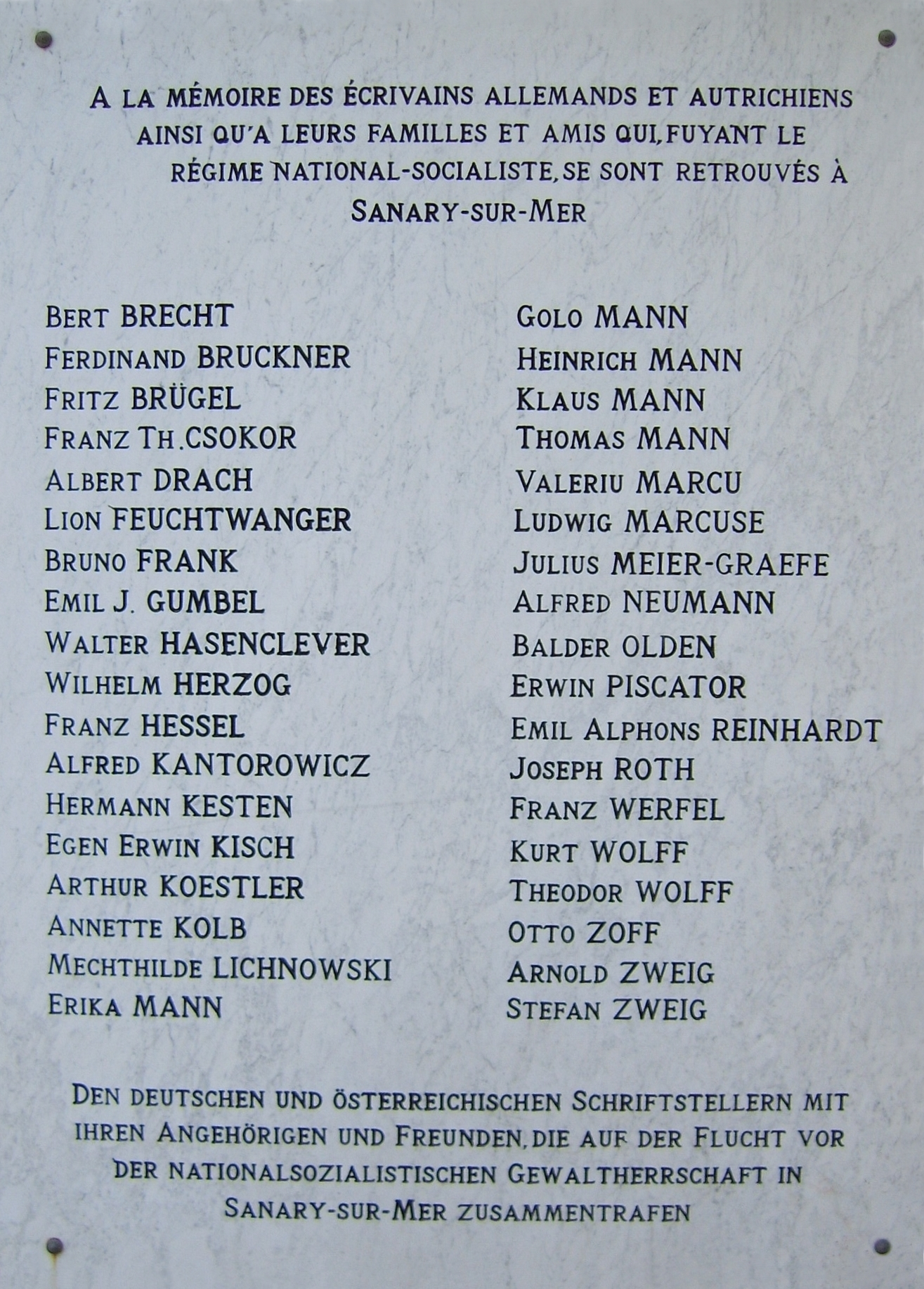
Gedenktafel für die deutschen und österreichischen Flüchtlinge in Sanary-sur-Mer, unter ihnen Franz Theodor Csokor

Franz Theodor Csokor (* 6. September 1885 in Wien; † 5. Jänner 1969 ebenda) war ein österreichischer Schriftsteller und Dramatiker. Er gilt als einer der bedeutendsten Dramatiker des Expressionismus in Österreich. Sein erfolgreichstes und auch bekanntestes Stück ist 3. November 1918, das den Untergang der k. u. k. Monarchie thematisiert. In vielen Werken spiegelt sich die Beschäftigung des Autors mit der Antike und dem Christentum.

## Leben
Csokor entstammte einer gutbürgerlichen Familie; der Name Csokor ist ungarisch und bedeutet (Blumen-)Strauß. Er wohnte in seiner Jugend von 1890 bis 1908 in Mödling wenige Kilometer südlich von Wien und legte am dortigen Gymnasium 1905 die Matura ab. Er begann dann ein Studium der Kunstgeschichte, das er aber nicht abschloss. Schon früh fühlte er sich zum Dramatiker berufen und verfasste erste Stücke vor dem Ersten Weltkrieg. 1913/14 verbrachte er in Sankt Petersburg, wurde im Ersten Weltkrieg als Soldat eingezogen und letztlich im Kriegsarchiv in Wien in einer literarischen Gruppe mit Stefan Zweig, Alfred Polgar und Felix Salten beschäftigt. Von 1922 bis 1928 war Csokor Dramaturg am Raimundtheater und am Deutschen Volkstheater in Wien. 1926 inszenierte er im Festsaal des Czartoryski-Schlössels für die neu geschaffene (freie) Bühne der Jungen (Verwaltung: Riemergasse 11, Wien-Innere Stadt) von Lenz Grabner (1892–1943) das Stück Diebstahl, an dessen Uraufführung, 1921, Karl Skraup bereits mitgewirkt hatte.
Seit 1933 war Csokor entschiedener Gegner des Nationalsozialismus und unterzeichnete beim P.E.N.-Kongress in Dubrovnik eine Stellungnahme, in der sich der P.E.N. gegen die „Gleichschaltung“ der deutschen Literaturszene durch das nationalsozialistische Regime und den Ausschluss jüdischer Deutscher aus der Reichskulturkammer wandte. Er weigerte sich, dem 1936 gegründeten Bund deutscher Schriftsteller Österreichs beizutreten.
Nach dem „Anschluss Österreichs“ an das Deutsche Reich 1938 emigrierte er nach Polen, wo ihn Freunde aufnahmen. Er erlebte 1939 die Bombardierung Warschaus durch die deutsche Luftwaffe, flüchtete von dort nach Bukarest und bald weiter nach Jugoslawien, wo er 1941 die Bombardierung Belgrads überlebte. Von dort flüchtete er, um nicht den Deutschen in die Hände zu fallen, auf die dalmatinische Insel Korčula weiter, die vorerst vom faschistischen Kroatien beherrscht, dann vom faschistischen Italien als Curzola annektiert wurde. Eine wohlhabende Dame verschaffte ihm dort eine Unterkunft.
Nach dem Sturz Mussolinis 1943 wurde er mit anderen älteren Flüchtlingen vor der Landung der Wehrmacht auf der Insel von einem Partisanensegelschiff nach Bari im bereits befreiten Teil Italiens gebracht. Nach der Eroberung Roms durch die Alliierten 1944 erlebte er dort das Kriegsende. Er war Terrorangriffen gegen Zivilisten und Geiselerschießungen sehr nahe gewesen, durch Glück davon aber selbst nicht betroffen.

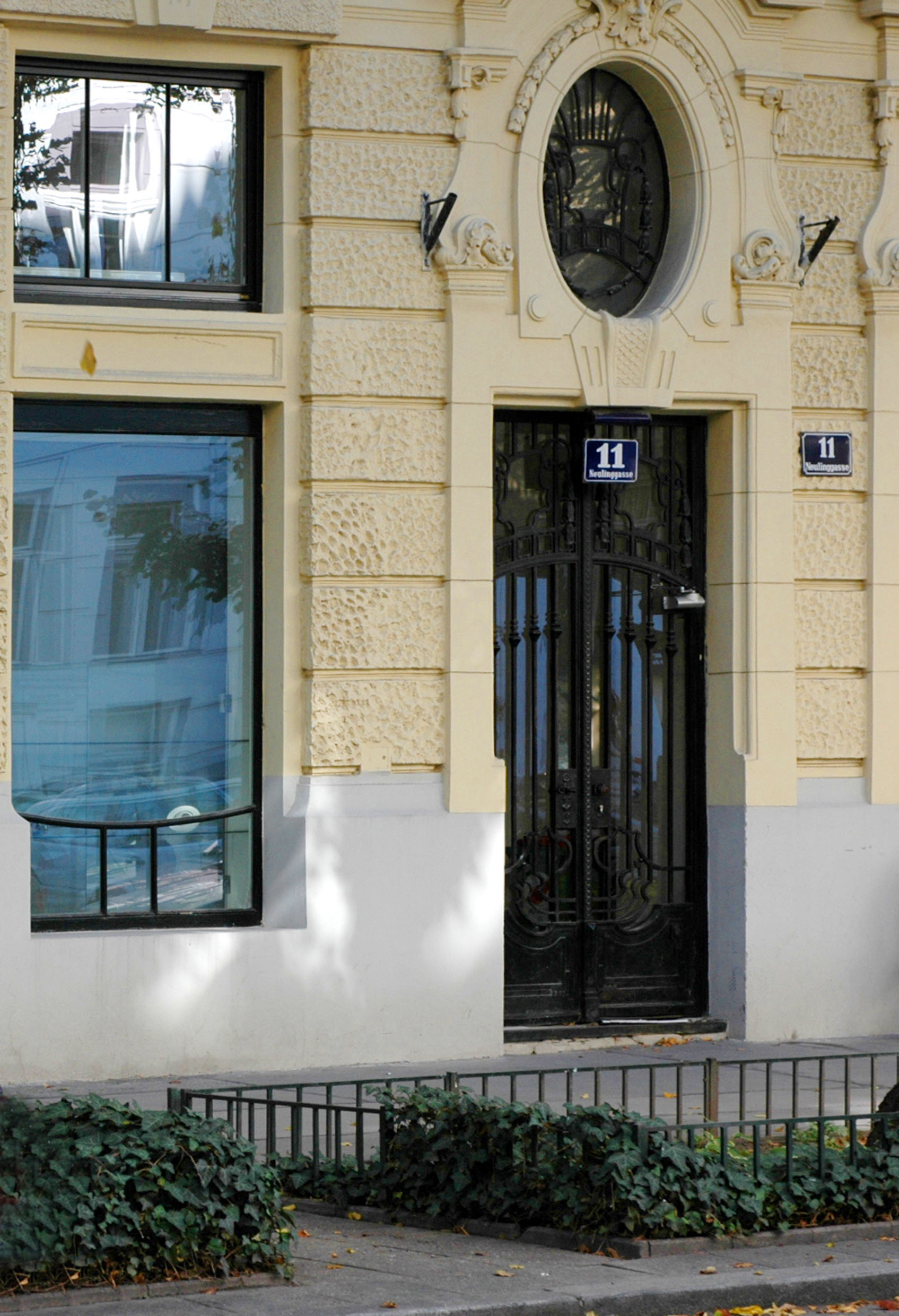
Ab 1951 wohnte er in Wien 3., Neulinggasse 11.

Er arbeitete nun für die BBC und konnte den bestehenden Reisebeschränkungen zum Trotz im Frühjahr 1946 in britischer Uniform nach Wien zurückkehren. Im Dezember 1946 nahm er, wie Carl Zuckmayer in seinen Memoiren erwähnte, in US-amerikanischer Uniform an der Zürcher Welturaufführung von Zuckmayers Drama Des Teufels General teil.
Franz Theodor Csokor zählte auch zu den namhaften freien Mitarbeitern der Wiener Zeitung. 1947 wurde Csokor Präsident des Österreichischen P.E.N.-Clubs, für den er bis ins hohe Alter tätig blieb. Seit 1951 wohnte er im 3. Wiener Gemeindebezirk, somit im bis 1955 britischen Sektor der Stadt. 1968 wurde Csokor auch Vizepräsident des Internationalen P.E.N.-Clubs.
Csokor trat als überzeugter Humanist in seinen Dramen für Frieden, Freiheit und Menschenrechte ein. Sein Schaffen war immer auch eng mit der Arbeiterbewegung verbunden.

## Auszeichnungen und Ehrungen
Csokor wurde vom Staat ehrenhalber der Titel „Professor“ verliehen.
Er ruht in einem Ehrengrab auf dem Wiener Zentralfriedhof (Gruppe 32 C, Nummer 55).
Seit 1970 verleiht das österreichische P.E.N.-Zentrum den nach ihm benannten Franz-Theodor-Csokor-Preis.
1975 wurde im Bezirksteil Kaiserebersdorf des 11. Wiener Gemeindebezirks die Csokorgasse nach ihm benannt.
1994 gab die Österreichische Post eine Sonderbriefmarke zu seinen Ehren heraus.
Liste der Ehrungen

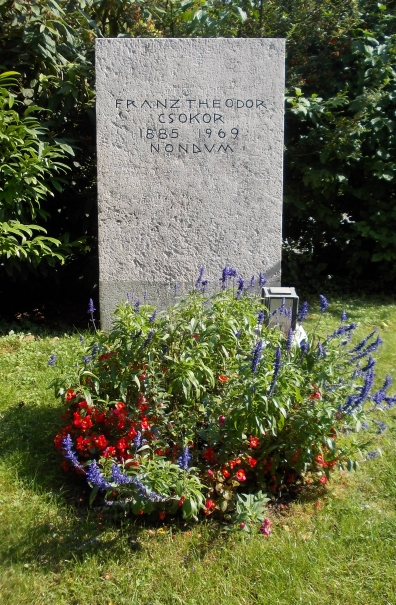
Grabstätte von Franz Theodor Csokor (nondum = noch nicht)

- 1937 Goldener Lorbeer der Warschauer Literaturakademie
- 1937 Goldenes Verdienstkreuz der Polnischen Republik
- 1937 Burgtheater-Ring
- 1938 Grillparzer-Preis
- 1953 Literaturpreis der Stadt Wien
- 1954 Mitglied der Deutschen Akademie für Sprache und Dichtung
- 1955 Ehrenring der Stadt Wien
- 1955 Großer Österreichischer Staatspreis für Literatur
- 1960 Goldene Feder
- 1961 Ehrenmitglied des Presseclubs Concordia
- 1965 Österreichisches Ehrenzeichen für Wissenschaft und Kunst

## Werke

### Theaterstücke
- Die rote Straße, 1918
- Die Stunde des Absterbens, 1919
- Gesellschaft der Menschenrechte, 1929
- Besetztes Gebiet, 1930
- 3. November 1918, 1936; Ephelant 1993.[8] ISBN 3-900766-07-X.
  - 1965 verfilmt und am 3. November des Jahres in der Urania uraufgeführt: 3. November 1918[9]
- Gottes General, 1939; Ephelant 1993.[10] ISBN 3-900766-07-X.
- Kalypso, 1942
  - 1982 als Hörspiel vom ORF Oberösterreich unter der Regie von Ferry Bauer gesendet.[11]
- Der verlorene Sohn, 1943; Ephelant 1993.[12] ISBN 3-900766-07-X.
- Cäsars Witwe, 1954
- Pilatus, 1954
- Hebt den Stein ab, 1957
- Jadwiga, 1966
- Der tausendjährige Traum, 1966
- Alexander, 1969
- Der Kaiser zwischen den Zeiten, 1969

### Prosa
- Hildebrands Heimkehr, eine deutsche Sage, 1905
- Schuß ins Geschäft (Der Fall Otto Eißler), 1925
- Über die Schwelle, Erzählungen, 1937
- Der Schlüssel zum Abgrund, Roman, 1955 (Titel ab der 2. Auflage: Da hat der Teufel gelacht)
- Der zweite Hahnenschrei, Erzählungen, 1959
- Ein paar Schaufeln Erde, Erzählungen, 1965
- Auch heute noch nicht an Land. Briefe und Gedichte aus dem Exil. Enthält auch: Das schwarze Schiff und Zeuge einer Zeit. Ephelant, 1993, ISBN 3-900766-05-3.

### Lyrik
- Die Gewalten, 1912
- Der Dolch und die Wunde, 1917
- Ewiger Aufbruch, 1926
- Das schwarze Schiff, 1945, 1947; 1993[13]
- Immer ist Anfang, 1952

### Autobiographisches
- Als Zivilist im polnischen Krieg, Allert de Lange, Amsterdam 1940
- Als Zivilist im Balkankrieg, Ullstein, Wien 1947
  - Neuausgabe: Hg. Franz Richard Reiter. Ephelant, Wien 2000, ISBN 3-900766-12-6.[14]
- Auf fremden Straßen. 1939–1945, Verlag Kurt Desch, Wien / München / Basel 1955
- Zeuge einer Zeit: Briefe aus dem Exil 1933–1950, Langen-Müller, München 1955
- Autobiographische Skizze von Franz Theodor Csokor, ca. 1914 an Franz Brümmer; In: Digitale Edition des lexikographischen Nachlasses Franz Brümmer